# Zwartvleugelagapornis

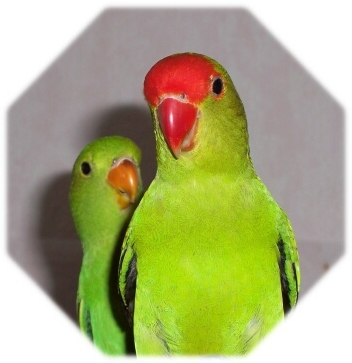
Paartje zwartvleugelagapornis

De zwartvleugelagapornis (Agapornis taranta), ook wel Abessijnse agapornis genaamd, komt vooral in Ethiopië voor.

## Kenmerken
De vogel is 16 cm lang en weegt 49 tot 66 gram. Het is van de grootste soorten dwergpapegaai. De kleur is overwegend heldergroen met een rode snavel en voorhoofd en een rozerode ring rond het oog. De staart heeft een donkere eindband en de handpennen en ondervleugeldekveren zijn ook donker.

## Verspreiding en leefgebied
De zwartvleugelagapornis komt voor in midden- en oost-Ethiopië en uit het zuiden van Eritrea. Deze dwergpapegaaien leven op hoogvlakten tussen de 1800 en 3400 m boven zeeniveau die begroeid zijn met bomen en struiken of in savannegebieden met hoog gras en weinig geboomte. In de buurt van de Addis Ababa komt de vogel ook in grote stadstuinen met veel bomen voor.

### Voedsel
Het voedsel bestaat hoofdzakelijk uit zaden, bessen en vruchten. Regelmatig bezoeken de vogels lager gelegen gebieden op zoek naar voedsel.

### Broedgedrag
Buiten de broedtijd leven de dieren in kleine groepen bij elkaar in boomholtes, ze maken daar ook hun nesten. Het vrouwtje maakt een ondiep komvormig nest van kleine stukjes twijg, gras of blad. Bij het verzamelen wordt dit materiaal tussen de lichaamsveren gestoken.

## Status

### In het verspreidingsgebied
De zwartvleugelagapornis heeft een groot verspreidingsgebied. De grootte van de wereldpopulatie is niet gekwantificeerd. De soort gaat in aantal vooruit, ze staat als niet bedreigd op de Rode Lijst van de IUCN.

### Als kooivogel
Omdat deze soort aan grote hoogte gewend is, kunnen ze goed tegen lage temperaturen. Zwartvleugelagapornissen kunnen ook 's winters in een buitenvolière worden gehuisvest. Een tocht- en regenvrij nachthok volstaat. Vlak voordat het vrouwtje gaat leggen verliest ze een deel van haar borstveren, ze stoffeert daarmee het nest. Van de agapornidensoorten vertoont alleen Agapornis taranta dit gedrag.